# Модель Гросса — Невё
Модель Гросса — Невё — модель квантовой теории поля с дираковскими фермионами, взаимодействующими посредством четырёхфермионного взаимодействия в 1 пространственном и 1 временном измерении. Модель предложена в 1974 году Дэвидом Гроссом и Андре Невё как упрощённая модель квантовой хромодинамики.
Модель включает N дираковских фермионов, ψ1, ..., ψN. Лагранжиан равен
{\displaystyle {\mathcal {L}}={\bar {\psi }}_{a}\left(i\partial \!\!\!/-m\right)\psi ^{a}+{\frac {g^{2}}{2N}}\left[{\bar {\psi }}_{a}\psi ^{a}\right]^{2}}
Здесь повторяющиеся индексы суммируются, g — константа взаимодействия. Если масса m равна нулю, то модель обладает киральной симметрией.
Группа симметрии модели — U(N). Она не сводится к массивной модели Тирринга, которая является полностью интегрируемой.
Модель Гросса — Невё представляет собой двумерную версию четырёхмерной модели Намбу — Йона-Лазинио (NJL), которая была предложена 14 годами ранее как модель для нуклонов и мезонов с нарушением киральной симметрии (но без конфайнмента) и использовала элементы описывающей сверхпроводимость теории БКШ. Преимущество двумерной версии состоит в том, что четырёхфермионное взаимодействие в двумерном пространстве-времени перенормируемо, в отличие от случая высших измерений.